# Alexandra Petersamer
Alexandra Petersamer (* 1968 in Landau an der Isar) ist eine deutsche Opern-, Lied-, Konzert- und Oratoriensängerin (Mezzosopran).

## Leben
Alexandra Petersamer studierte von 1988 bis 1995 Gesang an der Hochschule für Musik und Theater München bei Hanno Blaschke. Dort schloss sie ihr Studium als Opern- und Konzertsängerin mit dem Meisterklassendiplom ab. Während dieser Zeit bekam sie Stipendien des Deutschen Bühnenvereins, der Richard-Wagner-Stiftung Bayreuth sowie den Förderpreis für junge Künstler des Bayerischen Staatsministeriums für Unterricht und Kultur.
1994 erhielt sie ein festes Engagement am Anhaltischen Theater Dessau. Folgend war sie von 2000 bis 2004 festes Ensemblemitglied am Staatstheater am Gärtnerplatz in München. Dort sang sie fast alle großen Partien ihres Faches: Carmen (Carmen), Frasquita (Der Corregidor), Prinz Orlofsky (Die Fledermaus), Angelina (La Cenerentola), Clairon (Capriccio), Charlotte (Werther), Gertrud (Hänsel und Gretel). Besonders erfolgreich war sie als Octavian in der Oper Der Rosenkavalier von Richard Strauss. Diese Partie sang sie 1996 zur Wiedereröffnung des Prinzregententheater in München, sowie in Dessau, Hannover, Weimar, Düsseldorf und bei den Savonlinna-Opernfestspielen.
Seit 2004 ist die Künstlerin, die unter den Dirigenten Waleri Abissalowitsch Gergijew, Colin Davis, Günther Herbig, Bertrand de Billy, Stefan Anton Reck, Michael Gielen, Marcello Viotti sang, freischaffend tätig. Sie sang / singt (als Gast) auf allen großen Bühnen des deutschsprachigen Raums, u. a. in Bayreuth (dort debütierte sie im Sommer 2006 bei den Festspielen), Dessau, Schwerin, Innsbruck, München, Hannover, Leipzig, Nürnberg und Dresden. In letztgenannter Stadt brillierte sie u. a. an der Semperoper in der Premierienvorstellung, 10. Februar 2008, als Oberpriesterin in der Oper Penthesilea von Othmar Schoeck, nach einem Trauerstück von Heinrich von Kleist.
Alexandra Petersamer entfaltet eine rege Konzerttätigkeit. Diese führte sie bisher nach Berlin, Dresden, Köln, Mainz, Brüssel, Riga, Paris, Marseille, Las Palmes, Amsterdam, Palermo, zu den Schlosskonzerten auf Neuschwanstein sowie den Salzburger Festspielen etc. Ihr Repertoire umfasst Lieder und Oratorien der Komponisten Hugo Wolf, Johann Sebastian Bach, Georg Friedrich Händel, Antonio Vivaldi, Joseph Haydn, Anton Bruckner, Peter Cornelius, Wolfgang Fortner und Maurice Ravel.

## Auszeichnungen
- Erster Preis beim Bundeswettbewerb Gesang VDMK in Berlin Fach Oper (1992)
- Erster Preis beim Internationalen Hans Pfitzner Wettbewerb in München (1994)
- Zwei Sonderpreise von Riga und Barcelona beim Hans-Gabor-Belvedere-Gesangswettbewerb in Wien (1994)

## Diskografie
- Auflistung bei Arciv Music